# Pietro Freschi
Pietro Freschi   (Piacenza, 6 d'agost de 1906 - Piacenza, 16 d'octubre de 1973) fou un remer italià que va competir durant la dècada de 1920.
El 1928 va prendre part en els Jocs Olímpics d'Amsterdam, on disputà la prova del quatre sense timoner del programa de rem. Formant equip amb Cesare Rossi, Umberto Bonadè i Paolo Gennari guanyà la medalla de bronze. L'any següent guanyà la medalla d'or al Campionat d'Europa de rem en la mateixa categoria.